# تور زنده تصادف
تصادف: تور زندهٔ (به انگلیسی: CRASH: The Live Tour) هفتمین تور کنسرت خوانندهٔ انگلیسی چارلی ایکس‌سی‌ایکس می‌باشد که به‌منظور حمایت از پنجمین آلبوم استودیویی وی تحت عنوان تصادف (۲۰۲۲) برگزار شده‌بود. این تور در ۲۶ مارس سال ۲۰۲۲ و در اوکلند، کالیفرنیا آغاز شده‌بود و در ۲ مارس سال ۲۰۲۳ در پرث، استرالیا به اتمام رسیده‌بود.